# Simone Koot
Simone Koot (Utrecht, 12 november 1980) is een Nederlandse waterpolospeelster.
Koot speelde tot 2008 bij Brandenburg in Bilthoven. Vanaf het seizoen 2009-2010 kwam ze uit voor GZC Donk uit Gouda.
Met het Nederlands team werd zij in 2007 negende bij de wereldkampioenschappen in Melbourne, Australië. Haar olympische debuut maakte ze in 2008 op de Olympische Spelen van Peking. Nederland won er de titel. Ze werd in 2008 in Utrecht Sportvrouw van het jaar.
Koot is een hartstochtelijke fan van FC Utrecht.

## Palmares

### Clubniveau

#### BZC Brandenburg
- Nederlands kampioenschap waterpolo Dames: 2005-2006

#### GZC Donk
- Nederlands kampioenschap waterpolo Dames: 2010-2011
- KNZB Beker: 2010-2011

### Nederlands team
- 2006: 6e EK Belgrado (Servië)
- 2007: 9e WK Melbourne (Australië)
- 2008: 5e EK Málaga (Spanje)
- 2008:  Olympische Spelen van Peking (China)
- 2009: 5e WK Rome (Italië)
- 2010:  EK Zagreb (Kroatië)
- 2011: 7e WK Shanghai (China)

### Individuele prijzen
- Utrechts sportvrouw: 2008

Iefke van Belkum · 
Gillian van den Berg · 
Daniëlle de Bruijn · 
Mieke Cabout · 
Rianne Guichelaar · 
Biurakn Hakhverdian · 
Marieke van den Ham · 
Noeki Klein · 
Simone Koot · 
Ilse van der Meijden · 
Meike de Nooy · 
Alette Sijbring · 
Yasemin Smit · 
Robin van Galen (bondscoach) · 
Arno Havenga (teammanager)
- Gemeinsame Normdatei: 1324809094
- Virtual International Authority File: 312746447